# Baccara (film)
Pour les articles homonymes, voir Baccara.
Pour plus de détails, voir Fiche technique et Distribution.
Baccara est un film français réalisé par Yves Mirande, sorti en 1935.

## Synopsis
En raison de la faillite proche du banquier Gouldine, sa maîtresse d'origine étrangère, Elsa Barienzi, craint d'être expulsée du pays. Pour obtenir la nationalité française, elle doit impérativement faire un « mariage blanc », solution préconisée par l'avocat Maître Lebel qui souhaite devenir l'amant d'Elsa et qui lui déniche un beau parleur, en la personne d'André Leclerc, un rentier désargenté qui partage son appartement avec un autre homme (Charles). Moyennant une forte somme d'argent, l'union sera célébrée et le mari devra disparaître. 
Leclerc ne rencontre sa future femme que le jour du mariage et il est subjugué par sa beauté. Ce trouble tourne à l'obsession à ce point qu'il ne peut s’empêcher de rôder longuement auprès de la demeure d'Elsa avec son ami Charles. Elsa qui s'aperçoit de ce manège s'en offusque auprès de Lebel qui convoque Leclerc et le sermonne. Piqué au vif, Leclerc lui rend le montant du « marché », puis un soir s'introduit chez Elsa où après de vifs échanges il finit par la séduire et passe le reste de la nuit chez elle. Au petit matin la police vient frapper chez Elsa, on apprend que Gouldine est en fuite et elle est inculpée de complicité d'escroquerie et de corruption de fonctionnaire. 
Lebel refuse de la défendre mais Leclerc l'y oblige sous la menace. À l'issue du procès Elsa est acquittée et le dernier plan nous montre, Leclerc, Charles et Elsa s'en aller tous les trois bras dessus bras dessous.

## Fiche technique
- Titre : Baccara
- Réalisateur, scénariste et dialoguiste : Yves Mirande
- Assistants réalisateurs : Léonide Moguy (premier assistant) et Françoise Giroud (créditée France Gourdji)
- Décors : Eugène Lourié
- Photographie : Philippe Agostini, Michel Kelber et Louis Née
- Montage : Jean Aron, Léonide Moguy et Marcelle Saysset
- Musique : Jean Lenoir
- Directeur de production : Roger Le Bon, pour les Productions André Daven
- Format : Noir et blanc - Son mono - 1,37:1
- Genre : Comédie de mœurs
- Duré : 91 min
- Date de sortie : 
  - France : 27 décembre 1935
- Affiche : Henri Cerutti (France)

## Distribution
| Acteurs crédités - Marcelle Chantal : Elsa Barienzi - Jules Berry : André Leclerc - Lucien Baroux : Charles Plantel - Marcel André : Maître Lebel - Nicole de Rouves : L'entraîneuse - Alsonia : L'amie d'Elsa - Pierre Sarda : L'avocat stagiaire - Paul Clerget : Le président du tribunal - Léon Arvel : Le juge d'instruction - Léonce Corne : Le tailleur - Jean Gobet : L'ami journaliste - Armand Lurville : L'avocat général - Claude Marty : L'inspecteur - Robert Ozanne : Le valet de chambre d'Elsa - Pierre Piérade : L'huissier du palais - Émile Saulieu : Le greffier | Acteurs non crédités - Jacques Beauvais : Un maître d'hôtel - Georges Bever : Un huissier - Henri Delivry : Le président du jury - Pierre Huchet : Le barman - Palmyre Levasseur : La concierge - Albert Malbert : Le cafetier - Ghislaine Mariange : rôle non spécifié - Jacques Mattler : Un invité chez Elsa - Philippe Richard : L'huissier audiencier |